# 18289 Yokoyamakoichi
18289 Yokoyamakoichi è un asteroide della fascia principale. Scoperto nel 1976, presenta un'orbita caratterizzata da un semiasse maggiore pari a 2,8119772 UA e da un'eccentricità di 0,1818854, inclinata di 12,18559° rispetto all'eclittica.